# Synaemops pugilator
Synaemops pugilator là một loài nhện trong họ Thomisidae.
Loài này thuộc chi Synaemops. Synaemops pugilator được Cândido Firmino de Mello-Leitão miêu tả năm 1941.